# بیگ فور (ویرجینیای غربی)
بیگ فور (به انگلیسی: Big Four) یک منطقهٔ مسکونی در ایالات متحده آمریکا است که در شهرستان مک‌داول، ویرجینیای غربی واقع شده‌است.